# St. Peter und Paul (Mangolding)
St. Peter und Paul ist eine denkmalgeschützte römisch-katholische Nebenkirche in der Kirchstraße 3 im Ortsteil Mangolding der Gemeinde Mintraching im Landkreis Regensburg (Bayern). Die Kirche gehört zu Expositur Scheuer.

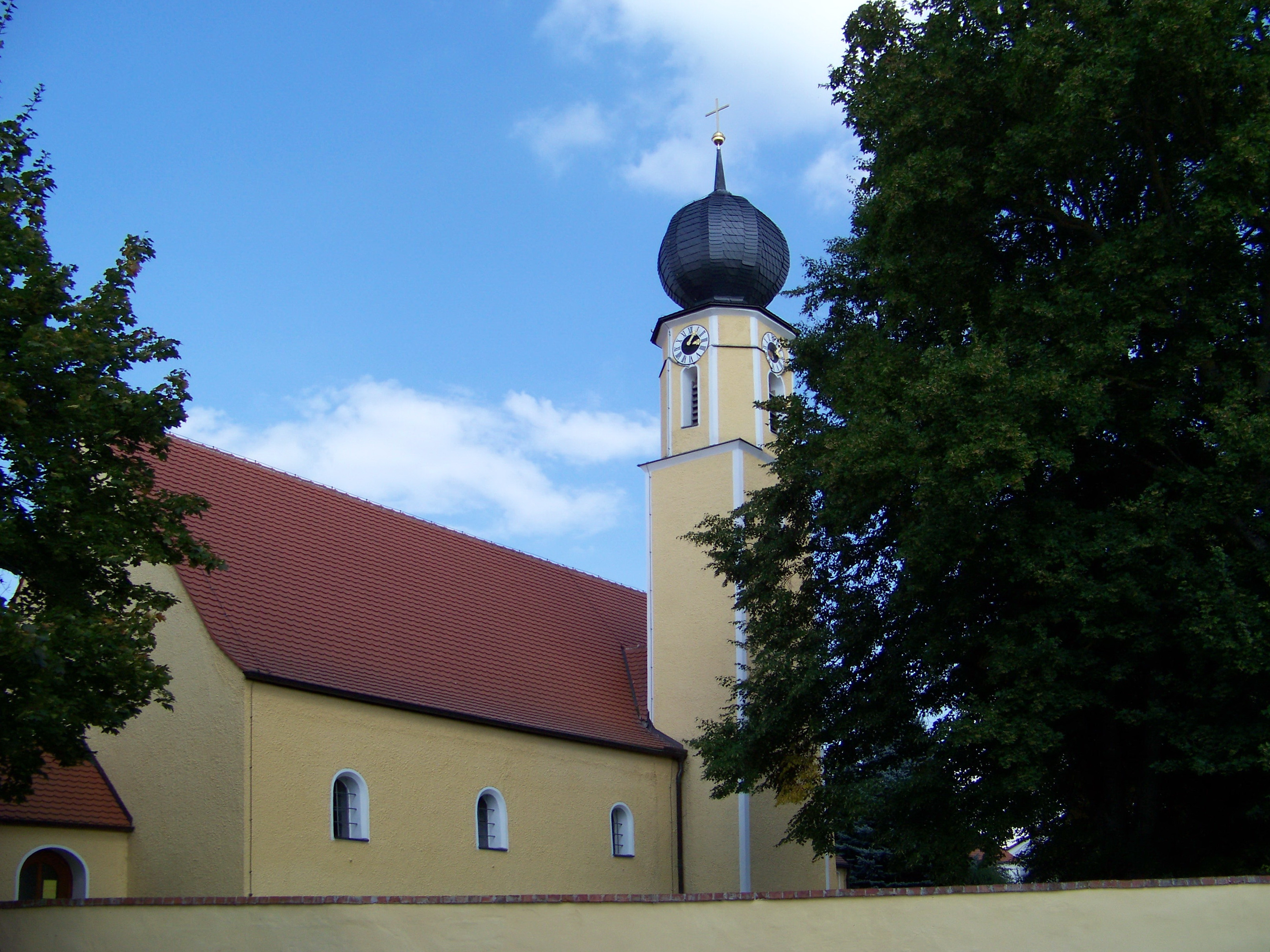
Kath. Nebenkirche St. Peter und Paul.

Die Kirche ist ein Saalbau aus dem 13. Jahrhundert mit eingezogenem Chor und Halbwalmdach, Flankenturm mit Zwiebelhaube und Vorzeichen. Teile des Chorraumes und die unteren Geschosse des Turms stammen noch aus dem 13. Jh. Später erfolgte ein Anbau der Sakristei und eine Erweiterung des Kirchenschiffes nach Westen. Um 1725 wurde der Turm aufgestockt, wodurch dem viereckigen Grundriss ein achteckiges Stockwerk mit barocker Zwiebelhaube aufgesetzt wurde.
Der historisierende Hochaltar im Stil der Neurenaissance stammt aus dem Ende des 19. Jh. In den Bogenfeldern des Altars steht in der Mitte eine Figur des Kirchenpatrons Petrus, flankiert von den Aposteln Paulus und Johannes.
Der Volksaltar wurde erst 1980 angefertigt und beinhaltet ein historistisches Relief aus dem 19. Jh., das aus der ehemaligen Kanzel stammt und einen auf einer steinernen sitzenden Bank Christus zeigt. Die barocken Seitenaltäre aus dem 18. Jh. sind der heiligen Anna und Maria geweiht. Der Kreuzweg mit 14 Stationen stammt aus dem späten 19. Jh. In der Vorhalle befindet sich ein verwittertes Steinkreuz mit Kreuzigungsgruppe aus dem 16. Jh.

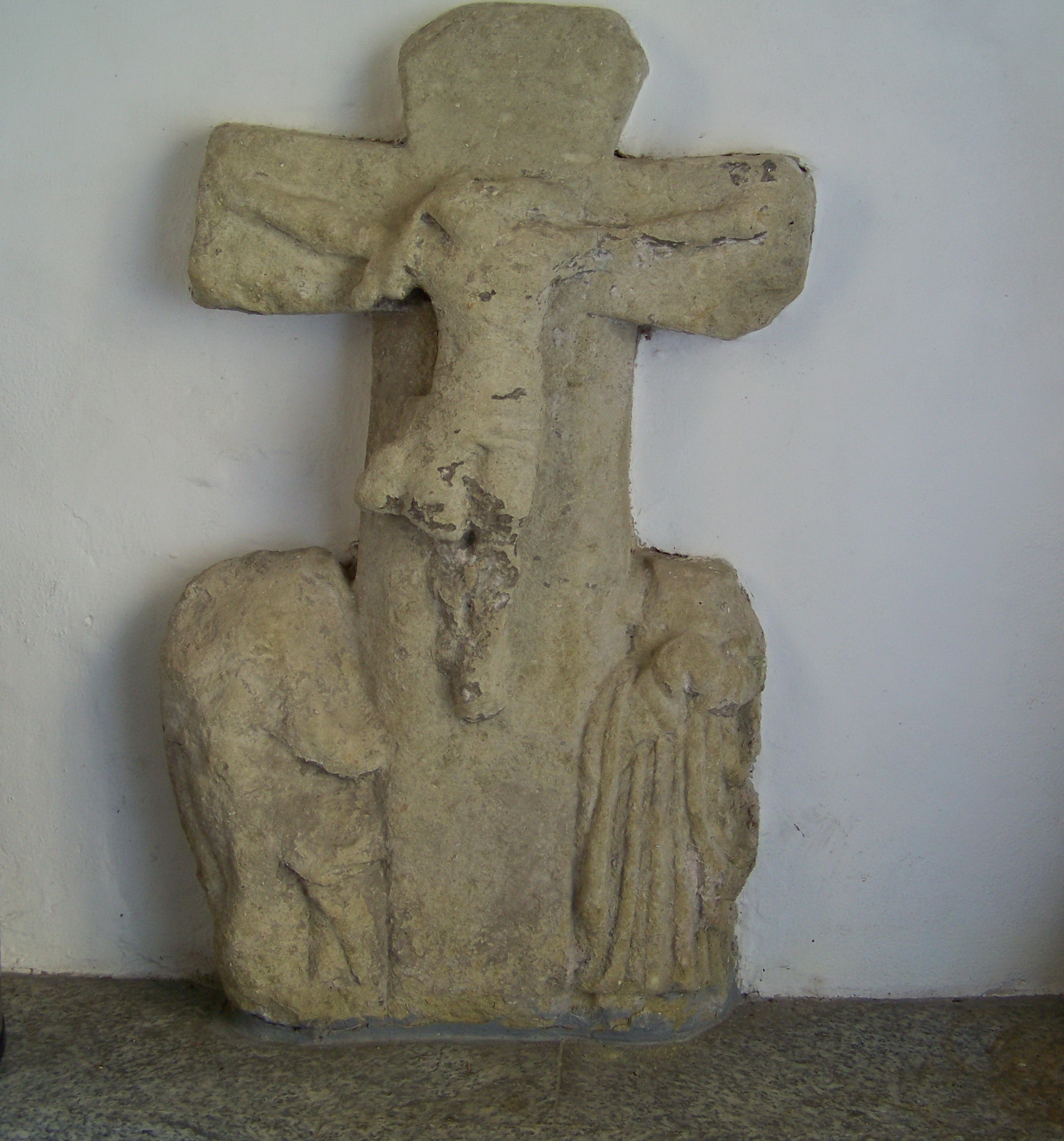
Verwittertes Steinkreuz in der Vorhalle aus dem 16. Jh.

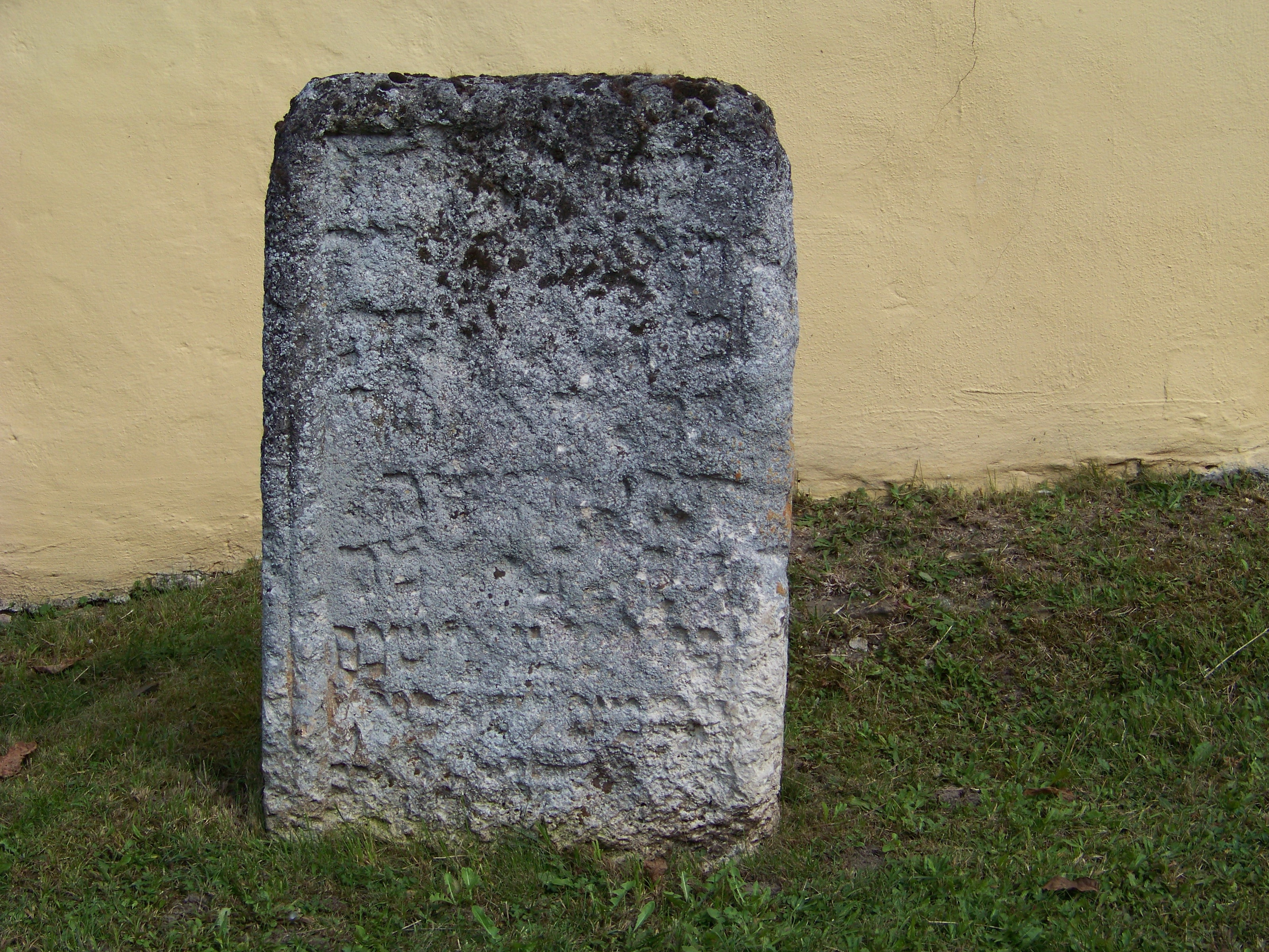
Jüdischer Grabstein

Vor der Kirche befindet sich ein jüdischer Grabstein, der 1519 nach der Vertreibung der Juden aus Regensburg hierher verschleppt wurde.
Ein Teilstück der Friedhofsmauer stammt wohl aus dem 17/18. Jahrhundert.